# تتو (ترانه)
«تتو» (به انگلیسی: Tattoo) تک‌آهنگی از هنرمند اهل سوئد لورین است که در ۲۵ فوریه ۲۰۲۳ منتشر شد.
در مسابقه یوروویژن ۲۰۲۳ که به میزبانی شهر لیورپول در بریتانیا برگزار شد، لورین به عنوان نماینده سوئد با این ترانه و برای دومین بار مقام نخست را برای کشورش به ارمغان آورد.